# Canthon septemmaculatus
Canthon septemmaculatus е вид бръмбар от семейство Листороги бръмбари (Scarabaeidae). Видът не е застрашен от изчезване.

## Разпространение
Разпространен е в Аржентина (Кориентес, Мисионес, Салта и Сан Салвадор де Хухуй), Боливия, Бразилия (Амазонас, Баия, Мато Гросо до Сул, Минас Жерайс и Сао Пауло), Венецуела, Еквадор, Колумбия, Панама, Парагвай, Перу, Суринам, Уругвай и Френска Гвиана.